# Litsea nigricans
Litsea nigricans är en lagerväxtart som först beskrevs av Carl Daniel Friedrich Meisner, och fick sitt nu gällande namn av Jacob Gijsbert Boerlage. Litsea nigricans ingår i släktet Litsea och familjen lagerväxter. Inga underarter finns listade i Catalogue of Life.